# جیمز پانسولت
جیمز آدام پانسولت (انگلیسی: James Adam Ponsoldt) کارگردان، فیلم‌نامه‌نویس و بازیگر اهل ایالات متحده آمریکا است.

## زندگی‌نامه
پانسلت در سال ۱۹۷۸ در آتن، جورجیا به دنیا آمد. پدربزرگش ویلیام تیسون یک نقاش بود. پدرش نیز یک پروفسور بازنشسته از دانشگاه جرجیا می‌باشد. او در دبیرستان سدار شوالز در آتن درس خواند و مدرک لیسانس خود را از دانشگاه ییل گرفت و بعد از آن وارد دانشکاه کلمبیا گردید و در رشته بازیگری فارغ التحصیل شد. او همچنین مدرک فیلمنامه‌نویسی و تهیه‌کنندگی از مدرسه هنر، فیلم و تلویزیون UCLA دریافت کرده‌است.
شروع حرفه او با نویسندگی و کارگردانی سه فیلم کوتاه به نام‌های کوهستان فروریخته (۲۰۰۳)، بلیت‌های شلوغ (۲۰۰۳) و جونباگ و هاریکین (۲۰۰۴) آغاز گردید. همچنین به عنوان کمک کارگردان در مستند کوتاهی به نام ما همچنین چیزی را دیده‌ایم (۲۰۰۸) را دربارهٔ پری دریایی دریاچه ویکی واشی اسپرینگز همکاری داشت.

## فیلم‌شناسی
- سیاه‌مست (۲۰۱۲)
- اکنون شگفت‌انگیز (۲۰۱۳)
- پایان سفر (۲۰۱۵)
- دایره (۲۰۱۷)